# Sprünge
Sprünge ist das sechste Studioalbum des deutschen Rockmusikers Herbert Grönemeyer. Es erschien im April 1986 bei EMI.

## Hintergrund
Grönemeyer sah sich vor die Aufgabe gestellt, einen Nachfolger für das Erfolgsalbum 4630 Bochum einzuspielen. Auf den zunehmenden Medienrummel reagierte der Musiker skeptisch und versuchte, sein Privatleben abzuschirmen. Im September 1985 ging Grönemeyer mit seiner Band und dem Toningenieur Harald Lepschies ins EMI-Studio in Köln. Der Bassist Norbert Hamm produzierte das von Grönemeyer allein geschriebene Album gemeinsam mit diesem. Im April 1986 erschien das Album.
Sprünge erreichte in Deutschland, Österreich und der Schweiz Platz 1 der Charts. Am 12. Juni 1986 erreichte das Album Platinstatus, war 500.000 Mal verkauft worden. Die Sprünge-Tour durch Deutschland und Österreich begann am 5. April 1986 in Waldbröl und lief zunächst bis Juni 1986. Es folgte u. a. ein Auftritt vor mehr als 100.000 Zuschauern beim Anti-WAAhnsinns-Festival gegen die atomare Wiederaufarbeitungsanlage Wackersdorf am 26. Juli 1986. Im Juni und Juli 1987 wurden weitere Konzerte gespielt, bevor die Tour am 12. Juli 1987 im Xantener Amphitheater endete.
Das in Pink gehaltene Cover zeigt unten rechts ein lachendes und springendes „Ink-Männchen“ über der unten angeordneten Titelzeile.

## Texte
Sprünge enthält sowohl persönliche Betrachtungen und Beziehungsthemen (Mehr geht leider nicht, Nur noch so, Unterwegs) als auch politische Stücke. Grönemeyer grenzte sich in letzterer Hinsicht von Liedermachern ab, die Musik „nur zur Stützung der Texte“ einsetzten, für ihn müssen Musik und Text „ein Ganzes bilden“. Im Lied Tanzen geht es um den deutschen Nationalstolz, dessen „Wiedererwachen“ Grönemeyer kritisiert, Maß aller Dinge thematisiert die Apartheid in Südafrika. Kinder an die Macht ist dagegen eine Hymne an die Unvoreingenommenheit von Kindern.

## Titelliste
1. Kinder an die Macht – 3:53
2. Tanzen – 6:32
3. Mehr geht leider nicht – 3:57
4. Maß aller Dinge – 4:32
5. Nur noch so – 3:41
6. Unterwegs – 5:00
7. Lächeln – 4:12
8. Viel zu viel – 4:07
9. Einmal – 4:34
10. Angst – 4:03

## Singleauskopplungen
| Jahr | Titel               | Höchstplatzierung, Gesamtwochen, AuszeichnungChartplatzierungen (Jahr, Titel, , Platzierungen, Wochen, Auszeichnungen, Anmerkungen) | Höchstplatzierung, Gesamtwochen, AuszeichnungChartplatzierungen (Jahr, Titel, , Platzierungen, Wochen, Auszeichnungen, Anmerkungen) | Anmerkungen                         |
| Jahr | Titel               | DE | AT | Anmerkungen                         |
| ---- | ------------------- | --- | --- | ----------------------------------- |
| 1986 | Kinder an die Macht | DE33 (11 Wo.)DE | AT10 (10 Wo.)AT | Erstveröffentlichung: 31. März 1986 |
| 1986 | Tanzen              | — | — | Erstveröffentlichung: Juni 1986     |
| 1986 | Nur noch so         | — | — | Erstveröffentlichung: August 1986   |

## Kommerzieller Erfolg

### Chartplatzierungen
| ChartsChartplatzierungen | Höchstplatzierung | Wochen |
| ------------------------ | ----------------- | ------ |
| Deutschland (GfK)        | 1 (42 Wo.)        | 42     |
| Österreich (Ö3)          | 1 (40 Wo.)        | 40     |
| Schweiz (IFPI)           | 1 (22 Wo.)        | 22     |

| ChartsJahrescharts (1986) | Platzierung |
| ------------------------- | ----------- |
| Deutschland (GfK)         | 2           |
| Österreich (Ö3)           | 7           |
| Schweiz (IFPI)            | 10          |

### Auszeichnungen für Musikverkäufe
| Land/Region        | Auszeichnungen für Musikverkäufe (Land/Region, Auszeichnung, Verkäufe) | Verkäufe  |
| ------------------ | ---------------------------------------------------------------------- | --------- |
| Deutschland (BVMI) | 2× Platin                                                              | 1.000.000 |
| Österreich (IFPI)  | Platin                                                                 | 50.000    |
| Schweiz (IFPI)     | Gold                                                                   | 25.000    |
| Insgesamt          | 1× Gold · 3× Platin ·                                                  | 1.075.000 |

## Kulturelle Bedeutung und Wirkung
Auf dem im Oktober 2002 erschienen Kollaboalbum Carlo Cokxxx Nutten der Berliner Rapper Bushido und Fler als Sonny Black und Frank White wurde im Frank-White-Solo Carlo, Cokxxx, Nutten ein kurzes Sample von Herbert Grönemeyers Viel Zu Viel entnommen.
Im November 2015 veröffentlichte der deutsche Rapper Alligatoah seine Single Denkt an die Kinder, in der er eine Textzeile aus Herbert Grönemeyers Lied Männer zitiert und diese auch im Stil Herbert Grönemeyers singt. Das Wort „Männer“ wurde dabei durch „Kinder“ ersetzt und stellt eine Anspielung auf das Lied Kinder an die Macht dar.